# Danyło Skrypeć
Danyło (Danyił) Ołeksandrowycz Skrypeć, ukr. Данило (Даниїл) Олександрович Скрипець; ros. Данил Александрович Скрипец – Danił Aleksandrowicz Skripiec (ur. 11 września 1994 w Dniepropetrowsku) – ukraiński hokeista, reprezentant Ukrainy.

## Kariera
- Chimik Woskriesiensk – juniorzy (2007-2011)
- Kristałł Bierdsk (2011-2013)
- Mołoda Hwardija Donieck (2013-2014)
- Bejbarys Atyrau (2014)
- Chimik Woskriesiensk (2014-)
- Donbas Donieck (2015-2016)
- Generals Kijów (2016-2017)
- Dunaújvárosi Acélbikák (2017-2018)
- Donbas Donieck (2018)
- MHK Dynamo Charków (2018-2019)

Naukę hokeja rozwijał w Rosji, w tym juniorskich ligach, wpierw w MHL-B, następnie w MHL. W 2014 krótkotrwale zawodnik kazachskiego klubu Bejbarys Atyrau. Od grudnia 2014 zawodnik Chimika. Od lipca 2015 do stycznia 2016 zawodnik Donbasu Donieck. Od stycznia 2016 zawodnik Generals Kijów. Od kwietnia 2017 zawodnik węgierskiego klubu Dunaújvárosi Acélbikák. Od sierpnia 2018 ponownie w Donbasie Donieck. W listopadzie 2018 został wypożyczony do MHK Dynamo Charków.
W barwach Ukrainy uczestniczył w turniejach mistrzostw świata juniorów do lat 18 w 2011 (Dywizja II), 2012 (Dywizja I), mistrzostw świata juniorów do lat 20 2013, 2014 (Dywizja I), mistrzostw świata 2014, 2015, 2019 (Dywizja I).

## Sukcesy
Reprezentacyjne
- Awans do Dywizji I mistrzostw świata do lat 18: 2011

Klubowe
- Srebrny medal mistrzostw Ukrainy: 2016 z Generals Kijów

Indywidualne
- MHL-B (2011/2012): najlepszy obrońca miesiąca - styczeń 2012